# Pixabay
Pixabay je mezinárodní webová stránka pro publikování fotografií, vektorové grafiky, ilustrací, videí a zvukových efektů ve vysokém rozlišení zdarma. Vyvinuli ji Hans Braxmeier a Simon Steinberger. Byla spuštěna 24. listopadu 2010 a k dubnu 2017 obsahovala 920 000 fotek, vektorů a ilustrací, v dubnu 2021 už jich bylo více než 2,2 miliónu.
Na začátku roku 2019 byla do té doby používaná licence Creative Commons CC0 nahrazena vlastní licencí.
Pixabay je financována z reklamy.

## Popis
Na Pixabay mohou uživatelé z online komunity přidávat fotky, videa a další záznamy. Pro nahrání a stahování obrázku v plné velikosti obrázků je povinná registrace (pod volně volitelným pseudonymem), která je zdarma. Nahráním záznamů uživatelé serveru dávají svůj záznam zdarma k volnému užití. Díky tomu může kdokoliv obrázek či jiný objekt používat, stahovat a upravovat.
Díky tomu, že na server může obrázky přidávat kdokoli, mohou se na serveru objevit i obrázky chráněné autorskými právy. Aby se na serveru neobjevovaly takovéto obrázky, je nahraný obsah kontrolován a schvalován administrátory nebo komunitou uživatelů webu.

## Standardy kvality
Každý, kdo nahrává soubory na Pixabay, musí splňovat tyto standardy: obrázek musí být ve formátech JPEG, PNG, PSD, AI nebo SVG, všechny obrázky by měly mít velikost minimálně 1920 pixelů na jedné straně a velikost obrázku nesmí přesahovat 40 MB. Samozřejmě obrázek také musí být k něčemu užitečný.
Videa musí být ve formátu MPEG, MOV a AVI a nesmí přesáhnout velikost 300 MB. Nejmenší velikost musí být 1280×800 pixelů a video by nemělo přesáhnout délku 60 sekund.